# Joanna Krupa
Joanna Krupa (23 de abril de 1979) é uma modelo e atriz polaca, estrela do programa "Dancing with the Stars" norte-americano. 

## Vida
Joanna foi criada como católica. Ela tem uma irmã mais nova chamada Marta, também modelo. Joanna imigrou para Chicago (Illinois  com sua família quando tinha cinco anos.
Krupa apareceu nas capas de revistas como ENVY, FHM, Personal, Inside Sport, Stuff, Steppin' Out, Teeze e Maxim, nas quais foi eleita a modelo de maiô mais sexy do mundo. Ela foi eleita Modelo Alemão do Ano 2004-2005 da Maxim. Krupa também apareceu duas vezes na capa da Playboy. Krupa também foi modelo de roupas íntimas da Frederick's of Hollywood. Ela foi Miss Howard TV em dezembro de 2007.
Em 2009, participou do programa de TV "Superstars". Ela e seu parceiro Terrell Owens foram eliminados no primeiro episódio. No entanto, graças à lesão de outro competidor e subsequente desqualificação, eles competiram novamente, desempenhando um grande papel em seu episódio de retorno.
Krupa, que teve aulas de balé quando criança, disputou a 9ª temporada do " Dancing with the Stars " com o campeão de uma edição Derek Hough, sendo eliminado em 17 de novembro de 2009.
Krupa é destaque no single dance de Manon, "I'll Be Around", lançado em 19 de novembro de 2009 pela Dauman Music.
No outono de 2010, ela foi jurada do programa de TV polonês "Next Top Model", desempenhando um papel semelhante ao da supermodelo Tyra Banks no programa "America's Next Model".

## Filmografia
- The Underground Comedy Movie (1999) (reedição de 2010)
- Planet of the Apes (2001), amiga na festa de Leo
- Max Havoc: Curse of the Dragon (2004), Jane
- The Dog Problem (2006), Taffy
- Scary Movie 4 (2006)
- Ripple Effect (2007), Victoria
- Skinner Box (2007), Samantha

### Television
- The Man Show (2002–2003), Juggy Dancer
- Las Vegas episode Degas Away with It (2004), Nicole
- CSI: Crime Scene Investigation episode "Kiss-Kiss, Bye-Bye" (2006), Garçonete
- Superstars (2009), Ela mesma
- Dancing with the Stars (2009), Ela mesma
- Million Dollar Challenge (2009), Ela mesma
- Szymon Majewski Show (Polish TV talk show) (2010), Ela mesma, Estrela Convidada
- Poland's Next Top Model (2010), apresentadora e juíza
- The Real Housewives of Miami (2012–2013), Ela mesma
- Ridiculousness (2014), Estrela Convidada, Ela mesma